# Liste der Stationen der Metro Los Angeles
Dies ist eine Liste der U-Bahn-Stationen der Metro Los Angeles. Von den vier Linien sind  nur die Red Line und die Purple Line Voll-U-Bahnen (Heavy Rails).

## A
| Name der Station | Linie      | Typ                  |
| ---------------- | ---------- | -------------------- |
| Allen            | Gold Line  | oberirdische Station |
| Anaheim          | Blue Line  | oberirdische Station |
| Artesia          | Blue Line  | oberirdische Station |
| Avalon           | Green Line | oberirdische Station |
| Aviation         | Green Line | oberirdische Station |

## B und C
| Name der Station | Linie                  | Typ                   |
| ---------------- | ---------------------- | --------------------- |
| Balboa           | Orange Line Transitway | oberirdische Station  |
| Canoga           | Orange Line Transitway | oberirdische Station  |
| Chinatown        | Gold Line              | oberirdische Station  |
| Civic Center     | Red Line Purple Line   | unterirdische Station |
| Compton          | Blue Line              | oberirdische Station  |
| Crenshaw         | Green Line             | oberirdische Station  |

## D
| Name der Station | Linie                  | Typ                  |
| ---------------- | ---------------------- | -------------------- |
| De Soto          | Orange Line Transitway | oberirdische Station |
| Del Amo          | Blue Line              | oberirdische Station |
| Del Mar          | Gold Line              | oberirdische Station |
| Douglas          | Green Line             | oberirdische Station |

## E und F
| Name der Station | Linie      | Typ                  |
| ---------------- | ---------- | -------------------- |
| El Segundo       | Green Line | oberirdische Station |
| Fillmore         | Gold Line  | oberirdische Station |
| Firestone        | Blue Line  | oberirdische Station |
| Florence         | Blue Line  | oberirdische Station |

## G und H
| Name der Station       | Linie                       | Typ                   |
| ---------------------- | --------------------------- | --------------------- |
| Grand                  | Blue Line                   | oberirdische Station  |
| Harbor Freeway         | Blue Line Harbor Transitway | oberirdische Station  |
| Hawthorne              | Green Line                  | oberirdische Station  |
| Heritage Square/Arroyo | Gold Line                   | oberirdische Station  |
| Highland Park          | Gold Line                   | oberirdische Station  |
| Hollywood/Highland     | Red Line                    | unterirdische Station |
| Hollywood/Vine         | Red Line                    | unterirdische Station |
| Hollywood/Western      | Red Line                    | unterirdische Station |

## I und L
| Name der Station               | Linie                  | Typ                  |
| ------------------------------ | ---------------------- | -------------------- |
| Imperial/Wilmington/Rosa Parks | Green Line Blue Line   | oberirdische Station |
| Lake                           | Gold Line              | oberirdische Station |
| Lakewood                       | Green Line             | oberirdische Station |
| Laurel Canyon                  | Orange Line Transitway | oberirdische Station |
| Lincoln Heights/Cypress Park   | Gold Line              | oberirdische Station |
| Long Beach                     | Green Line             | oberirdische Station |

## M und N
| Name der Station | Linie                           | Typ                   |
| ---------------- | ------------------------------- | --------------------- |
| Mariposa         | Green Line                      | oberirdische Station  |
| Memorial Park    | Gold Line                       | oberirdische Station  |
| Mission          | Gold Line                       | oberirdische Station  |
| North Hollywood  | Red Line Orange Line Transitway | unterirdische Station |
| Norwalk          | Green Line                      | oberirdische Station  |

## P
| Name der Station      | Linie                       | Typ                   |
| --------------------- | --------------------------- | --------------------- |
| Pacific               | Blue Line                   | oberirdische Station  |
| Pacific Coast Highway | Blue Line                   | oberirdische Station  |
| Pershing Square       | Red Line Purple Line        | unterirdische Station |
| Pico                  | Blue Line Harbor Transitway | oberirdische Station  |
| Pierce College        | Orange Line Transitway      | oberirdische Station  |

## R und S
| Name der Station   | Linie                  | Typ                  |
| ------------------ | ---------------------- | -------------------- |
| Redondo Beach      | Green Line             | oberirdische Station |
| Reseda             | Orange Line Transitway | oberirdische Station |
| San Pedro          | Blue Line              | oberirdische Station |
| Sepulveda          | Orange Line Transitway | oberirdische Station |
| Sierra Madre Villa | Gold Line              | oberirdische Station |
| Slauson            | Blue Line              | oberirdische Station |
| Southwest Museum   | Gold Line              | oberirdische Station |

## T und U
| Name der Station | Linie                          | Typ                   |
| ---------------- | ------------------------------ | --------------------- |
| Tampa            | Orange Line Transitway         | oberirdische Station  |
| Transit Mall     | Blue Line                      | oberirdische Station  |
| Union Station    | Red Line Purple Line Gold Line | oberirdische Station  |
| Universal City   | Red Line                       | unterirdische Station |

## V
| Name der Station     | Linie                  | Typ                   |
| -------------------- | ---------------------- | --------------------- |
| Valley College       | Orange Line Transitway | oberirdische Station  |
| Van Nuys             | Orange Line Transitway | oberirdische Station  |
| Vermont              | Green Line             | oberirdische Station  |
| Vermont/Beverly      | Red Line               | unterirdische Station |
| Vermont/Santa Monica | Red Line               | unterirdische Station |
| Vermont/Sunset       | Red Line               | unterirdische Station |
| Vernon               | Blue Line              | oberirdische Station  |

## W
| Name der Station         | Linie                  | Typ                   |
| ------------------------ | ---------------------- | --------------------- |
| Wadlow                   | Blue Line              | oberirdische Station  |
| Warner Center            | Orange Line Transitway | oberirdische Station  |
| Washington               | Blue Line              | oberirdische Station  |
| Westlake/Mac Arthur Park | Red Line Purple Line   | unterirdische Station |
| Willow                   | Blue Line              | oberirdische Station  |
| Willowbrook/Rosa Parks   | Blue Line Breen Line   | oberirdische Station  |
| Wilshire/Normandie       | Purple Line            | oberirdische Station  |
| Wilshire/Vermont         | Red Line Purple Line   | unterirdische Station |
| Wilshire/Western         | Purple Line            | unterirdische Station |
| Woodley                  | Orange Line Transitway | oberirdische Station  |
| Woodman                  | Orange Line Transitway | oberirdische Station  |